# Colotis elgonensis
Colotis elgonensis is een vlindersoort uit de familie van de Pieridae (witjes), onderfamilie Pierinae.
Colotis elgonensis werd in 1891 beschreven door Sharpe.